# Lauko Sodos apylinkės
Lauko Sodos apylinkės este o arie protejată (sit de importanță comunitară — SCI) din Lituania întinsă pe o suprafață de 64,33 ha, integral pe uscat.

## Localizare
Centrul sitului Lauko Sodos apylinkės este situat la coordonatele 55°53′06″N 22°16′25″E / 55.8851°N 22.2735°E.

## Înființare
Situl Lauko Sodos apylinkės a fost declarat sit de importanță comunitară în decembrie 2021 pentru a proteja un număr necunoscut de specii din flora spontană și fauna sălbatică aflate în arealul zonei.

## Biodiversitate
Situată în ecoregiunea boreală, aria protejată conține 3 habitate naturale: Lacuri și iazuri distrofice naturale, Mlaștini turboase de tranziție și turbării mișcătoare, Mlaștini împădurite.
La baza desemnării sitului se află un număr nedeclarat de specii protejate.